# Gårdveda kapell

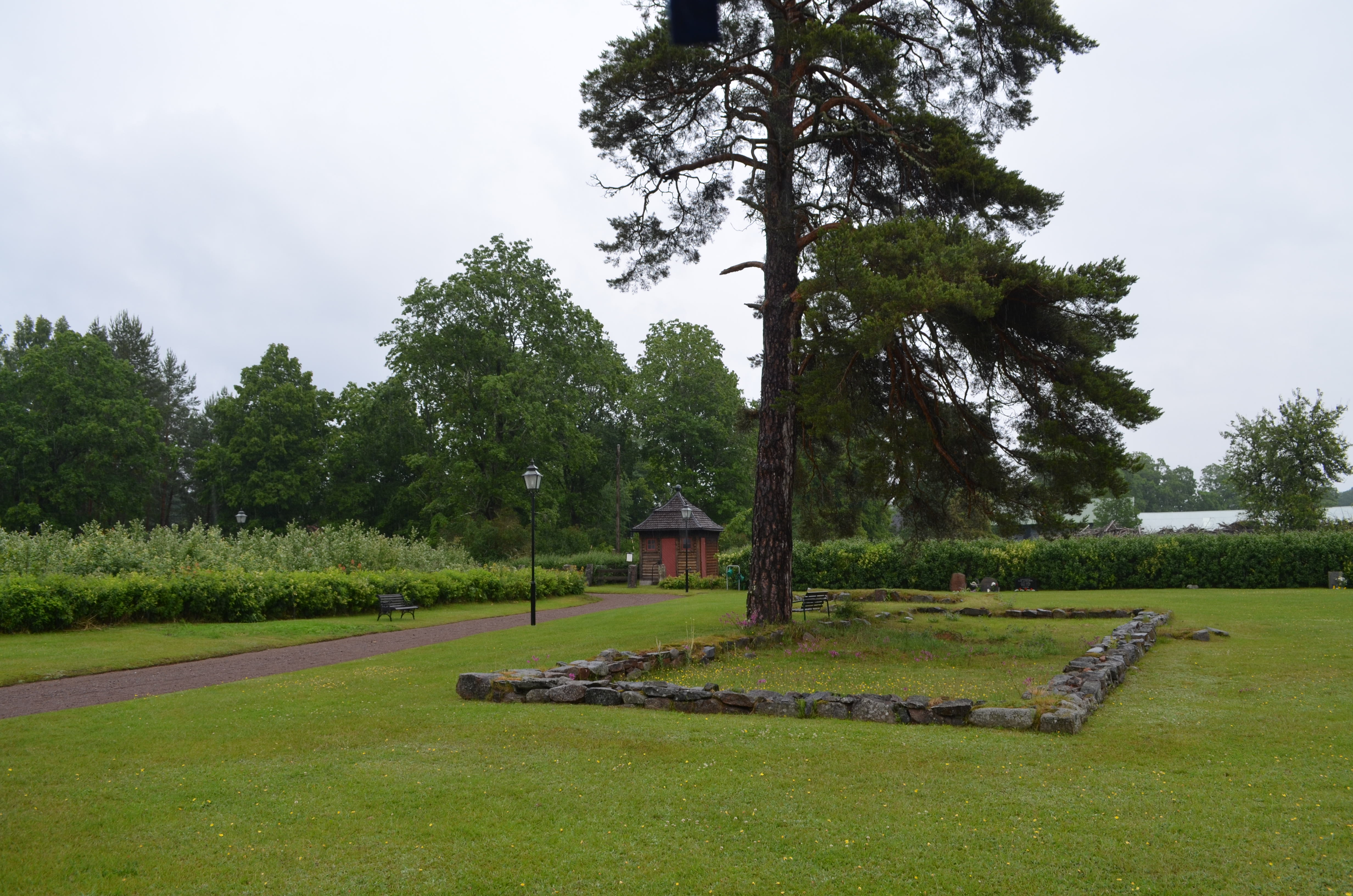
Gårdveda kyrkoruin

Gårdveda kapell är ett kapell i Målilla med Gårdveda församling i Linköpings stift. Kapellet uppfördes 1960 efter ritning av arkitekt Arre Essén, Västervik, beläget på Gårdveda kyrkogård. Kyrkogården ligger invid Gårdveda gård på vägen mellan Gårdveda och Lilla Sinnerstad i Hultsfreds kommun.

## Bakgrund
Gårdveda socken omtalas för första gången i skriftliga källor 1337. Tidigare fanns här en 14 meter lång träkyrka.
Vid en biskopsvisitation 1768 blev både Målilla liksom Gårdveda träkyrkor blev utdömda på grund av sitt "bofälliga stånd". Då dessa båda kyrkor bara låg 1/4 mil från varandra bestämde man inom församlingarna att bygga en gemensam kyrka i Målilla. Målilla socken slogs ihop med Gårdveda socken år 1800.
Gårdvedaborna ångrade sig dock och underlät sig att bidra med byggsten. Efter åtskilliga sockenstämmor så dröjde det till 28 oktober 1800 innan kungen beviljade den begärda sammanslagningen. Först ville man att den nya gemensamma kyrkan skulle rymma åtminstone 2000 personer, men måtten blev så ansenliga att man befarade att den lösa jordmånen inte skulle bära dess tyngd. Flera olika förslag togs fram bl.a. en rundkyrka och en åttakantig innan man kom fram till den kyrkan som finns idag. Då skulle den rymma 1752 personer.
1820-22 uppfördes den nya kyrkan i Målilla varvid man 1822 sålde Gårdveda kyrka på auktion. Den ena av klockstapelns kyrkklockor såldes till Persnäs på Öland där den ännu ska finnas. Kvar finns grundmuren av den gamla kyrkan och söder om den är ett minneskors rest. Gårdveda kyrkogård är ännu i bruk.